# Galina Zíbina
Galina Zíbina (rus: Галина Ивановна Зыбина)  (Sant Petersburg, 22 de gener de 1931 - Sant Petersburg, 10 d'agost de 2024) va ser una atleta i entrenadora russa especialista en tota mena de llançaments, que va competir sota bandera soviètica entre finals de la dècada de 1940 i finals de la de 1960.

## Biografia
Durant la seva carrera esportiva va prendre part en quatre edicions consecutives dels Jocs Olímpics d'Estiu: el 1952, 1956, 1960 i 1964, amb un balanç excel·lent en les proves de llançament de pes: primera el 1952, segona el 1956, setena el 1960 i tercera el 1964. A més, el 1952 fou quarta en la prova del llançament de javelina.
En el seu palmarès també destaquen una medalla d'or i tres de bronze al Campionat d'Europa d'atletisme, entre 1950 i 1962, tres d'or i una de plata als World Student Games, una de bronze al Campionat d'Europa d'atletisme en pista coberta de 1966 i sis campionats nacionals, quatre de llançament de pes (1952 a 1955) i dos de llançament de javelina (1952 i 1957).
Entre 1952 i 1956 va establir vuit rècords mundials consecutius i 14 rècords nacionals en el llançament de pes. El 1953 fou la primera dona en superar els 16 metres (16,20 m) en aquesta prova.
En retirar-se passà a exercir d'entrenadora d'atletisme. Es va casar amb Iuri Fiodorov, comandant del creuer Aurora entre 1964 i 1985.

## Millors marques
- Llançament de javelina. 54,98 (1958)
- Llançament de pes. 17,50 metres (1964)
- Llançament de disc. 48,62 metres (1955)[3][7]